# 贝尔纳·阿尔诺
贝尔纳·让·艾蒂安·阿尔诺，KBE，（法語：Bernard Jean Étienne Arnault，法語發音：[bɛʁnaʁ ʒɑ̃ etjɛn aʁno]；1949年3月5日—）出生於鲁贝，法国商人，顶级奢侈品公司LVMH集团的董事长和CEO并持有51%的股份。
2011年12月，將其個人控股的阿爾諾集團（Groupe Arnault）的三成一股份，轉移至其在比利時的公司Pilinvest，這些股份總值55億英鎊（約670億港元）。阿爾諾集團是LV的控股公司。在同一天還將由其五個子女持有的阿爾諾集團的48.5%的用益權轉移至比利時Pilinvest公司。根據福布斯2023全球富豪榜，阿爾諾的淨資產達到2,400億美元，暂列全球富豪榜第一位，成为全球首富。

## 背景与学历
贝尔纳·阿尔诺的父亲，Jean Arnault，是一位实业家，经营一家建筑公司。贝尔纳·阿尔诺在lycée Maxence Van der Meersch de Roubaix完成中学学业后，进入巴黎综合理工学院攻读(1969届)，并以优异成绩毕业。

## 家族企业
1971年，贝尔纳·阿尔诺回到家族企业，并说服其父以4千万法郎的价格卖掉了公司的建筑业务，转而从事房地产经营。新的公司业务主要为度假房产的买卖。
1974年，他被任命为公司的建筑经理，3年后成为了董事长，并于次年接任其父，接管公司。
1981年，他将公司业务扩大到美国，并成立Ferinel Inc。

## 入主迪奥
1984年，贝尔纳·阿尔诺回到法国。他用其大部分资产，以9千万法郎的价格购入一家资本管理公司Financière Agache。在此收购后，贝尔纳·阿尔诺担任Boussac集团董事长，拥有集团旗下迪奥，乐蓬马歇百货公司，物流公司Conforama等公司。
贝尔纳·阿尔诺随后对Boussac集团业务进行重组。他卖出了集团原有的纺织品业务并亲自担任Christian Dior的董事长。1989年，他将原本独立的Christian Dior的高级定制业务与原属酩悅·軒尼詩－路易·威登集團的香水业务合并。

## LVMH
1987年十月的黑色星期一，全球股市暴跌。贝尔纳·阿尔诺乘势收购了酩悅·軒尼詩－路易·威登集團(LVMH)。该集团由两个法国集团，酩悦轩尼诗和路易威登合并而成。由于持有超过25 %的股份，贝尔纳·阿尔诺成为了该集团的主要股东之一。
此时，集团的领导层正面临着一个巨大的危机：原路易威登的负责人Henri Racamier与原酒类业务的负责人Alain Chevalier在公司战略上无法达成一致，导致LVMH集团的发展停滞不前。Alain Chevalier希望将集团的酒类业务转手出卖，而在重组后处于弱势地位的Henri Racamier则希望恢复路易威登的自主权。
贝尔纳·阿尔诺认为集团是时机确立一个唯一的领导核心，并通过与两个主要领导人的先后结盟，进入了LVMH集团的领导层。为了进一步取得集团的绝对控制权，他发动了一次公开收购，并通过银行贷款，购入了大部分集团股份。1988年7月，他成为了LVMH集团的第一大股东。次年一月，他成为集团的绝对控股人。
1989年1月13日，贝尔纳·阿尔诺当选LVMH集团董事长。Henri Racamier通过各种方式试图证明贝尔纳当初的公开并购非法，然而依据法院判决，贝尔纳·阿尔诺的并购并无违法之处。他成为了LVMH无可争议的领导者。

## 集团管理
贝尔纳·阿尔诺对集团的未来发展有着大胆的规划：让LVMH成为世界第一的奢侈品集团。执掌集团的11年间，集团业务翻了14倍，净利润增长了500 %。对于集团管理，贝尔纳·阿尔诺有几条原则：
1. 下放决定权。贝尔纳·阿尔诺认为一个奢侈品集团只能通过一个权力下放的组织结构来运行。由于旗下众多品牌都曾是家族企业，集团有必要维持品牌价值观的一贯性。每一个品牌都被赋予了极大的自主权，每一家企业都以其自有的方式运行。
2. 收购有潜力的新兴品牌。集团采取优势互补的战略，一些已经能为集团带来丰厚经济效益的品牌将支持正在成长的品牌。

1988年7月，贝尔纳·阿尔诺收购了Céline。1993年，贝尔纳·阿尔诺收购了Berluti与Kenzo。同年，他购下了法国财经类报纸《论坛报》。2007年，他将《论坛报》卖出，再以2亿欧元买入财经报纸《回声报》。
相似的资本运作在各领域进行的如火如荼。1994年，贝尔纳·阿尔诺购入了香水品牌娇兰。1996年，他购入Loewe，Marc Jacobs及丝芙兰。
1999年与2000年，化妆品牌Make up for ever与Emilio Pucci被其双双收入囊中。2001年，他将Fendi，DKNY以及La Samaritaine纳入他的商业版图。
1990年底，贝尔纳·阿尔诺将目标放在拍卖行业上，并收购了全球第三大的菲利普斯拍卖行，以及法国第一的拍卖行图真(Trajan)。
1996年，贝尔纳·阿尔诺收入滴金酒庄38%的股份并于1998年成为酒庄的控股人。
1998到2001年间，他开始把投资的目标转向互联网经济。他用他名下的Europatweb基金先后投资了boo.com, Liberty Surf和Zebank等公司。2000年互联网经济泡沫的破灭以及911恐怖袭击让他决定退出这个行业。他于是将旗下的互联网企业纷纷出让。
为了在美国显示LVMH集团实力，贝尔纳·阿尔诺在90年代将集团的美国业务集中到了纽约的LVMH塔内。LVMH塔由建筑师Christian de Portzamparc亲手设计并参与建筑全程。1999年12月8日，LVMH塔落成，希拉里.克林顿出席落成仪式。
2007年3月，贝尔纳·阿尔诺投资法国超市连锁家乐福。
次年，贝尔纳·阿尔诺进军游艇业。
2013年11月18日，法国商业媒体BFM把贝尔纳·阿尔诺评为2013年法国最佳经理人。

## 财富收入
2005年，他成为了法国首富。2006年的福布斯排名榜上，他超过了同为法国人的Liliane Bettencourt并跻身全球富豪榜前十。在他名下的资产估计达到300亿美元。
2015年，他凭借着379亿美元的总资产在福布斯富豪榜上位列第13名。
2018年，他凭借着720亿美元的总资产在福布斯富豪榜上位列第4名。
阿诺特家族，直接拥有酩悅·軒尼詩－路易·威登集團5.8%股权、持有克里斯汀·迪奧 (品牌)100%股权，克里斯汀·迪奧 (品牌)拥有酩悅·軒尼詩－路易·威登集團41.7%的股权，LVMH集团将100%持股Christian Dior Couture100股份
2020年4月，《富比士》公佈的全球富豪榜，貝爾納·阿爾諾家族以淨資產760億美元，排名第3名。
2021年8月13日，根據福布斯實時全球富豪榜，貝爾納·阿爾諾家族淨資產超越2,000億美元，達到2,005億美元，成為全球首富。

## 艺术赞助
贝尔纳·阿尔诺是一个艺术爱好者及收藏家。他参与了众多的艺术品赞助项目，一方面为加强自己的公众影响力，另一方面为LVMH集团的品牌形象添彩。LVHM任命前法国文化部长雅克·朗的顾问Jean-Paul Claverie主持LVMH基金会的艺术品赞助工作。
LVMH基金会赞助了许多富有影响力的艺术展览，其中包括了在巴黎大皇宫的安迪沃霍尔和毕加索展，以及阿尔伯托·贾科梅蒂和伊夫·克莱因在蓬皮杜艺术中心的展览。
此外，LVMH基金会设立了LVMH年轻设计师奖，面向全球学习服装设计的学生。每年，6位获奖者将会获得由集团颁发的奖学金。
2006年，BA开始筹办LVMH基金会会址的营造工作。由Frank Gehry总设计的LVMH基金会博物馆最终于2013年12月竣工。BA与400名建筑工人一起，参加了竣工仪式。2014年10月，LVMH基金会博物馆于巴黎西郊的布隆公园开张。

## 荣誉
- 2007年2月10日，贝尔纳·阿尔诺被授予法国荣誉军团司令官勋位
- 2011年7月14日，贝尔纳·阿尔诺被升任为法国荣誉军团大军官勋位
- 2012年，贝尔纳·阿尔诺被授予大英帝国司令勋章

## 家庭生活
贝尔纳·阿尔诺与其第一任妻子Anne Dewavrin育有子女二人，分别是德尔菲娜·阿尔诺，LVMH集团副总裁；安托万·阿尔诺，Berluti男装集团总裁。
贝尔纳·阿尔诺与其第二任妻子Helene Mercier-Arnault育有三子。
其中一名兒子Alexandre Arnault替他管理Rimowa，而品牌亦日漸變得年轻化。

## 外部連結
- Being LVMH's Bernard Arnault （页面存档备份，存于）- Profile story from WSJ Magazine
- A Guide to the Principal Holdings of Bernard Arnault （页面存档备份，存于） also in WSJ Magazine